# 중앙파 마르크스주의
중앙파(Centrism)라는 말은 좌파 정치에 있어서 혁명과 개혁 사이의 위치를 지향하는 것을 말한다. 역사적으로는 독일독립사회민주당이나 영국의 독립노동당 등이 중앙파 마르크스주의 정당으로 여겨진다. 이 정당들은 사회주의 경제에 도달하기 위한 수단으로 혁명과 개혁을 오가는 행보를 보였다. 또한 이들 정당들은 사회민주주의가 장악한 제2인터내셔널과 마르크스-레닌주의를 채택한 코민테른에 노골적으로 반대했다. 제2.5인터내셔널 및 제3.5인터내셔널에 가맹한 공통점도 있다. 그 외에 에스파냐 제2공화국의 마르크스주의통일노동자당, 노동 시온주의 정당인 포알레 시온 등도 중앙파 마르크스주의 정당에 속했다. 그러나 1960년대 이후 중앙파 마르크스주의 정당들은 대부분 소멸되었으며, 잔존한 정당들은 중앙파 마르크스주의 노선을 포기하고 사회민주주의 노선을 채택하면서 사회주의 인터내셔널에 흡수되었다.
혁명적 사회주의의 관점에서 "중앙파"라는 말은 대개 경멸적 의미로 사용된다. 혁명적 사회주의자들은 중앙파 마르크스주의가 미래의 언젠가 혁명을 주장하지만 동시에 현재의 개혁적 관습이나 개량주의를 옹호한다는 점에서 기회주의적인 면모를 비판했다. 무정부주의에서 중앙파를 바라보는 시각 또한 대동소이하다.

## 같이 보기
- 반스탈린주의 좌파
- 중도주의
- 정치 중심지